# 京都府道253号富野荘停車場線
京都府道253号富野荘停車場線（きょうとふどう253ごう とのしょうていしゃじょうせん）は、京都府城陽市を通る一般府道である。

## 概要
城陽市枇杷庄から城陽市富野に至る。近鉄京都線 富野荘駅前の短い通り。

### 路線データ
- 起点：城陽市枇杷庄（近鉄京都線 富野荘駅前）
- 終点：城陽市富野（富野荘駅前交差点、京都府道251号富野荘八幡線交点）

## 地理

### 通過する自治体
- 城陽市

### 交差する道路
| 交差する道路              | 交差する場所 | 交差する場所            |
| ------------------------- | ------------ | ----------------------- |
| 京都府道251号富野荘八幡線 | 富野         | 富野荘駅前交差点 / 終点 |

### 沿線
- 近鉄京都線 富野荘駅
- 京都銀行 富野荘支店
- 京都中央信用金庫 富野荘支店
- 城陽富野郵便局